# Wellensteijn
Wellensteijn (ook: Wellenstein of Wellensteyn) is een natuurgebied ten zuidoosten van Nederweert-Eind.
Het gebied is 48 ha groot en is eigendom van de Stichting Limburgs Landschap.
Het laaggelegen gebied werd omstreeks 1926 opgehoogd met zand dat afkomstig was van de aanleg van het Kanaal Wessem-Nederweert. Vanaf de Tweede Wereldoorlog tot in de jaren '60 van de 20e eeuw werd naaldbos (grove den, fijnspar, douglasspar, Japanse lariks) aangeplant. In 1972 werd het gebied aangekocht door Limburgs Landschap en werd het productiebos tot een meer natuurlijk bos omgevormd.
Er huizen veel vogels: goudhaantje, zwarte mees, kuifmees, havik, buizerd, winterkoning, tuinfluiter, bosuil, boompieper en dergelijke. Van de zoogdieren kan de rosse woelmuis worden genoemd. Op enkele natte heiderestanten groeit de klokjesgentiaan. Hier vindt men ook de heidevlinder.